# La mafia mi fa un baffo
La mafia mi fa un baffo è un film del 1974 diretto da Riccardo Garrone.

## Trama
Martin uccide il boss mafioso Fred Filicudi nell'esplosione della sua macchina imbottita di tritolo. I seguaci del boss scoprono per caso Renatino, un modesto attore di teatro che si esibisce insieme alla moglie Mirabelle. Renatino, che è identico spiccicato al boss mafioso Fred, viene preso e costretto a riprendere l'attività mafiosa di Fred. Renatino tenta la fuga, ma il suo ruolo gli piace e quindi, ristabilisce il prestigio del clan Filicudi.